# Skazka o Tsare Saltane
El conte del tsar Saltan és una òpera en un pròleg i quatre actes de Nikolai Rimski-Kórsakov, amb llibret de Vladímir Belski, basat en el conte d'Aleksandr Puixkin. L'òpera es va compondre entre els anys 1899 i 1900, coincidint amb el centenari de Puixkin. S'estrenà al Teatre Solodóvnikov de Moscou el 3 de novembre de 1900, dirigida per Mikhaïl Ippolítov-Ivànov.
Dins d'aquesta obra s'hi troba la popular peça El vol del borinot, una traducció musical inoblidable del brunzit de l'empipador insecte. Se n'han fet transcripcions per a molts instruments, però la de Rakhmàninov per a piano és una de les primeres i més conegudes.
| El vol del borinot                |
|                                   |
| El vol del borinot (US Army Band) |
|                                   |